# Thyropygus piceus
Thyropygus piceus är en mångfotingart som beskrevs av Carl Graf Attems. Thyropygus piceus ingår i släktet Thyropygus och familjen Harpagophoridae. Inga underarter finns listade i Catalogue of Life.